# Piotr Bolotnikov
Piotr Grigorievici Bolotnikov (în rusă Пётр Григо́рьевич Боло́тников; n. 8 martie 1930, Mordovia, Rusia – d. 20 decembrie 2013, Krasnoslobodsk⁠(d), Mordovia, Rusia) a fost un  atlet sovietic din Republica Mordovia care a concurat în principal la evenimente cu alergări pe distanțe lungi. A fost câștigătorul probei de 10.000 de metri masculin la Jocurile Olimpice de vară din 1960 care s-au desfășurat la Roma, Italia.

## Biografie și carieră
Născut în Zinovkino, districtul Krasnoslobodski, RASS Mordovă (acum Republica Mordovia), Bolotnikov a început atletismul abia la vârsta de douăzeci de ani, când a fost înrolat în armata sovietică. S-a antrenat la VSS Spartak, o societate sportivă sprijinită de Komsomol. La Spartak, Bolotnikov a fost antrenat de Grigori Nikiforov.
În 25 - 26 septembrie 1948, înainte de deveni un campion olimpic, Piotr Bolotnikov a participat pe Stadionul „Republicii” din București la prima ediție a Internaționalelor României (ediția de atunci a fost denumită Campionatele Internaționale de Atletism ale Republicii Populare Române).
Bolotnikov a câștigat primul său titlu de campion național la 10.000 m în 1957, când l-a învins în mod surprinzător pe campionul Vladimir Kuț cu 0,2 secunde. A devenit dublu campion sovietic la 5000 m și 10.000 m între 1958 și 1962. De asemenea, a câștigat titlul național la 10.000 m în 1964 și titlul național de cross country în 1958. În 1959 a primit titlul de Maestru Emerit al Sportului din URSS.
Bolotnikov a participat la Jocurile Olimpice de vară din 1956, dar fără niciun succes. La Olimpiada de la Roma din 1960, Bolotnikov a controlat cursa de 10.000 m de la început până la sfârșit, învingându-i cu cinci secunde pe principalii favoriți Hans Grodotzki din Republica Democrată Germană și pe Murray Halberg din Noua Zeelandă. La 5 octombrie în același an, la Kiev, Bolotnikov a coborât recordul mondial la 10.000 de metri cu aproape douăsprezece secunde până la 28:18,8.
Cu doar două săptămâni înainte de Campionatul European de Atletism din Belgrad din 1962, la 11 august 1962 la Moscova, Bolotnikov și-a coborât propriul record mondial la 10.000 m cu 0,6 secunde la 28:18,2, devenind astfel principalul favorit la probele pe distanțe lungi la Campionate. A câștigat cu ușurință cursa de 10.000 m, dar a fost bătut în mod surprinzător la 5.000 m, unde a terminat cursa pe locul trei.
După Jocurile Olimpice de vară din 1964, nereușite, Bolotnikov a decis să se retragă din atletism în 1965. A primit Ordinul Lenin în 1960.
Bolotnikov a murit la 20 decembrie 2013, la vârsta de 83 de ani.

## Realizări
| An   | Competiție           | Locație              | Loc | Eveniment | Note    |
| ---- | -------------------- | -------------------- | --- | --------- | ------- |
| 1956 | Jocurile Olimpice    | Melbourne, Australia | 9   | 5000 m    | 14:22,4 |
| 1960 | Jocurile Olimpice    | Roma, Italia         | 1   | 10 000 m  | 28:32,2 |
| 1962 | Campionatul European | Belgrad, Iugoslavia  | 3   | 5000 m    | 14:02,6 |
| 1962 | Campionatul European | Belgrad, Iugoslavia  | 1   | 10 000 m  | 28:54,0 |
| 1964 | Jocurile Olimpice    | Tokio, Japonia       | 25  | 10 000 m  | 30:52,8 |